# گیاه‌پارچ برهنه‌پارچ
گیاه‌پارچ برهنه‌پارچ (نام علمی: Nepenthes gymnamphora)، یک گونه از سرده گیاه‌پارچ‌ها و بومی جزایر اندونزی، جاوه و سوماترا است. در دامنه ارتفاعی وسیعی بین ۶۰۰ تا ۲۸۰۰ متر بالاتر از سطح دریا رشد می‌کند. بحث‌های زیادی پیرامون وضعیت آرایه این گونه و گونه‌های گیاه‌پارچ پکتیانا و گیاه‌پارچ زیفیویدز وجود دارد. لقب خاص برهنه‌پارچ از کلمات یونانی gymnos (برهنه) و amphoreus (پارچ) گرفته شده است.